# Sărutul (Brâncuși)
Sărutul face parte dintr-o serie de sculpturi ale lui Constantin Brâncuși începută în anii 1907-1908. Prima versiune, pe care o va relua sub diferite forme până în 1940, culminând cu Poarta Sărutului, parte a Ansamblului monumental din Târgu-Jiu, este un exemplu timpuriu al stilului proto-cubist de non-reprezentare literală. Sculptura a fost expusă în 1913 la Expoziția internațională de Artă Modernă „Armory Show” și publicată în „Chicago Tribune” din 25 martie 1913. Sculptura originală în piatră de Marna se află în Muzeul de Artă din Craiova, România și este clasată în categoria „Tezaur” a Patrimoniului cultural național.

## Descriere
Tema operei este una simbolistică, cu cei doi îndrăgosiți îmbrațișați, reprezentați în numroase opere încărcate de erotism, de la Auguste Rodin și Edvard Munch, la Gustave Moreau. Sculptura este considerată prima sculptură modernă a secolului al XX-lea, cu o tratare arhaizantă a formelor și deschizătoare a marilor cicluri brâncușiene.
Brâncuși a creat mai multe versiuni ale Sărutului, simplificând mereu formele geometrice și liniile la fiecare versiune, ducând de fiecare dată mai departe tendința spre abstractizare. Stilul său abstract subliniază liniile geometrice simple care echilibrează formele inerente în materialele sale cu aluziile simbolice ale artei figurative. Aici, forma originală a blocului de material este menținută, sculptura fiind  a doua lucrare la care Brâncuși folosește tehnica „tăierii directe”.
Sărutul este una dintre cele mai cunoscute lucrări ale lui Brâncuși, alături de Muza adormită (1908), Prometeu (1911), Domnișoara Pogany (1913), Nou-născut (1915), Pasărea în spațiu (1919) și Coloana Infinitului, cunoscută și sub numele de Coloana fără sfârșit (1938). O versiune a Sărutului (din 1910) servește ca piatră funerară în cimitirul Montparnasse din Paris, Franța. Altă versiune poate fi văzută la Muzeul de Artă din Philadelphia.

## Vezi și
- Lista sculpturilor lui Constantin Brâncuși